# Anguillara Sabazia
Pour les articles homonymes, voir Anguillara.
Anguillara Sabazia est une commune italienne d'environ 19 500 habitants, située dans la ville métropolitaine de Rome Capitale, dans la région Latium, en Italie centrale.

## Géographie
La commune se trouve sur les rives du lac de Martignano et est limitrophe au nord (au niveau du lac de Bracciano), de Polline Martignano, une enclave de la ville de Rome que le territoire communal contribue à isoler du reste de celui de la capitale italienne.

## Histoire
Préhistoire
Voir le site néolithique sub-aquatique de La Marmotta, avec notamment les cinq canoés dont la facture très avancée pour l'époque remet en question la chronologie jusqu'ici acceptée de l'avancement technologique du Néolithique.
XVIIIe siècle
Anguillara fut érigée en duché par Benoît XIV en 1758.

## Administration
| Période                                  | Période  | Identité          | Étiquette       | Qualité |
| ---------------------------------------- | -------- | ----------------- | --------------- | ------- |
| 14 juin 2004                             | En cours | Emiliano Minnucci | Centro-Sinistra |         |
| Les données manquantes sont à compléter. |          |                   |                 |         |

### Hameaux
Fonte Claudia, Ponton dell'Elce

### Communes limitrophes
Bracciano, Campagnano di Roma, Cerveteri, Fiumicino, Trevignano Romano

## Personnalité liée à la commune
- Luigi Anguillara
- Matteo Paris